# Rita Tushingham
Rita Tushingham (Liverpool, 14 marzo 1942) è un'attrice britannica.

## Biografia
Nata a Liverpool, è cresciuta nell'area di Hunt's Cross; la sua carriera ebbe inizio al Liverpool Playhouse, mentre il suo debutto sul grande schermo lo ebbe con Tony Richardson nel film Sapore di miele (1961). Ha interpretato altri ruoli importanti in La ragazza dagli occhi verdi (1963), The Leather Boys (1964), Non tutti ce l'hanno (1965), Il dottor Živago (1965), I pionieri dell'ultima frontiera (1966), Ci divertiamo da matti (1967), Mutazioni (1969) e Il giustiziere (1975).
Per la sua interpretazione nel film Sapore di miele vinse il Prix d'interprétation féminine al Festival di Cannes 1962, un BAFTA alla migliore attrice debuttante ed un Golden Globe per la migliore attrice debuttante. Ha fatto parte della giuria del ventiduesimo Festival Internazionale del Cinema di Berlino nel 1972 e, nel 1990, di quella della sua quarantesima edizione.

## Filmografia parziale

### Cinema

Rita Tushingham in Gran bollito (1977)

- Sapore di miele (A Taste of Honey), regia di Tony Richardson (1961)
- A Place to Go, regia di Basil Dearden (1963)
- Ragazzi di cuoio (The Leather Boys), regia di Sidney J. Furie (1964)
- La ragazza dagli occhi verdi (Girl with Green Eyes), regia di D. Davis (1964)
- Il dottor Živago (Doctor Zhivago), regia di David Lean (1965)
- Non tutti ce l'hanno (The Knack ...and How to Get It), regia di Richard Lester (1965)
- I pionieri dell'ultima frontiera (The Trap), regia di Sidney Hayers (1966)
- Ci divertiamo da matti (Smashing Time), regia di Desmond Davis (1967)
- Diamanti a colazione (Diamonds for Breakfast), regia di Christopher Morahan (1968)
- Soltanto se tu vuoi (The Guru), regia di James Ivory (1969)
- Mutazioni (The Bed-Sitting Room), regia di Richard Lester (1969)
- 4 farfalle per un assassino (Straight on Till Morning), regia di Peter Collinson (1972)
- Luger calibro 9 - Massacro per una rapina (Situation), regia di Peter Patzak (1972)
- Fischia il sesso, regia di Gian Luigi Polidoro (1974)
- Il giustiziere (The 'Human' Factor), regia di Edward Dmytryk (1975)
- Gran bollito, regia di Mauro Bolognini (1977)
- Pane, burro e marmellata, regia di Giorgio Capitani (1977)
- Spaghetti House, regia di Giulio Paradisi (1982)
- La morte non sa leggere (A Judgment in Stone), regia di Ousama Rawi (1986)
- Il sogno di Robin (Flying), regia di Paul Lynch (1986)
- Resurrected, regia di Paul Greengrass (1989)
- Hard Days, Hard Nights, regia di Horst Konigstein (1989)
- Papierowe malzenstewo, regia di Krzysztof Lang (1991)
- Un'avventura terribilmente complicata (An Awfully Big Adventure), regia di Mike Newell (1995)
- Under the Skin - A fior di pelle (Under the Skin), regia di Carine Adler (1997)
- La diva Julia - Being Julia (Being Julia), regia di István Szabó (2004)
- Il nascondiglio, regia di Pupi Avati (2007)
- Puffball - L'occhio del diavolo (Puffball), regia di Nicolas Roeg (2007)
- Broken Lines, regia di Sallie Aprahamian (2008)
- Outsider Bet, regia di Sacha Bennett (2012)
- The Wee Man, regia di Ray Burdis (2013)
- My Name is Lenny, regia di Ron Scalpello (2017)
- The Owners, regia di Julius Berg (2020)
- Ultima notte a Soho (Last Night in Soho), regia di Edgar Wright (2021)
- L'orto americano, regia di Pupi Avati (2024)

### Televisione
- La vita leggendaria di Ernest Hemingway (The Legendary Life of Ernest Hemingway), regia di José María Sánchez – miniserie TV (1989)
- The Stretford Wifes, regia di Peter Webber – film TV (2002)
- Miss Marple (Agatha Christie's Marple) – serie TV, episodio 2x04 (2006)
- I fantasmi di Bedlam (Bedlam) – serie TV, episodio 1x03 (2011)
- Vera – serie TV, episodio 8x03 (2018)
- Un cavallo per la strega (The Pale Horse) – miniserie TV, 2 puntate (2020)
- Ridley Road – miniserie TV, 4 puntate (2021)
- The Responder – serie TV, 5 puntate (2022)

## Doppiatrici italiane
- Melina Martello ne Il dottor Živago, Spaghetti House, Ultima notte a Soho
- Flaminia Jandolo in Sapore di miele, Ci divertiamo da matti
- Vittoria Febbi in Fischia il sesso
- Ludovica Modugno ne Il nascondiglio
- Graziella Polesinanti in Un cavallo per la strega
- Cinzia Bruno in The Leather Boys